# Division nationale (Schach) 2017/18
Die Division nationale (Schach) 2017/18 ist die höchste Spielklasse der luxemburgischen Mannschaftsmeisterschaft im Schach.
Meister wurde die Mannschaft von De Sprénger Echternach, die den Titelverteidiger Gambit Bonnevoie auf den zweiten Platz verwies. Aus der Promotion d'honneur waren Philidor Dommeldange - Beggen und der Schachclub Nordstad aufgestiegen, die beide direkt wieder absteigen mussten.  
Zu den gemeldeten Mannschaftskadern siehe Mannschaftskader der Division nationale (Schach) 2017/18.

## Modus
Das Turnier war unterteilt in eine Vorrunde und eine Endrunde. Die acht teilnehmenden Mannschaften spielen zunächst ein einfaches Rundenturnier. Die ersten Vier spielten im Poule Haute um den Titel, die letzten Vier im Poule Basse gegen den Abstieg. Über die Platzierung entschied zunächst die Summe der Mannschaftspunkte (2 Punkte für einen Sieg, 1 Punkt für ein Unentschieden, 0 Punkte für eine Niederlage), danach der direkte Vergleich und anschließend die Zahl der Brettpunkte (3 Punkte für einen Sieg, 2 Punkte für ein Remis, 1 Punkt für eine Niederlage, 0 Punkte für einen kampflose Niederlage). Für die Endplatzierung wurden sowohl die Punkte aus der Vorrunde als auch die Punkte aus der Endrunde berücksichtigt.

## Spieltermine
Die Wettkämpfe wurden ausgetragen am 17. September, 1. und 22. Oktober, 26. November, 10. Dezember 2017, 7. Januar, 4. und 25. Februar, sowie 11. und 25. März 2018. Die letzte Runde fand zentral in Differdingen statt, die übrigen dezentral bei den beteiligten Vereinen.

## Vorrunde

### Tabelle
| Pl. | Verein                                     | Sp | G | U | V | MP   | Brett-P. |
| --- | ------------------------------------------ | -- | - | - | - | ---- | -------- |
| 01. | De Sprénger Echternach                     | 7  | 6 | 1 | 0 | 13:1 | 142      |
| 02. | Gambit Bonnevoie (M)                       | 7  | 5 | 1 | 1 | 11:3 | 133      |
| 03. | Cercle d'échecs Dudelange                  | 7  | 5 | 0 | 2 | 10:4 | 108      |
| 04. | Le Cavalier Differdange                    | 7  | 5 | 0 | 2 | 10:4 | 123      |
| 05. | The Smashing Pawns Bieles                  | 7  | 2 | 1 | 4 | 5:9  | 95       |
| 06. | Philidor Dommeldange - Beggen (N)          | 7  | 0 | 3 | 4 | 3:11 | 103      |
| 07. | Schachclub Nordstad (N)                    | 7  | 1 | 1 | 5 | 3:11 | 92       |
| 08. | Schachklub Turm a Sprénger Matt Schëffleng | 7  | 0 | 1 | 6 | 1:13 | 86       |

### Entscheidungen
|     | Teilnehmer am Poule Haute: De Sprénger Echternach, Gambit Bonnevoie, Cercle d'échecs Dudelange, Le Cavalier Differdange                             |
|     | Teilnehmer am Poule Basse: The Smashing Pawns Bieles, Philidor Dommeldange - Beggen, Schachlub Nordstad, Schachklub Turm a Sprénger Matt Schëffleng |
| (M) | Meister der letzten Saison |
| (N) | Aufsteiger der letzten Saison |

### Kreuztabelle
| Ergebnisse | Ergebnisse                                 | 01. | 02. | 03. | 04. | 05. | 06. | 07. | 08. |
| ---------- | ------------------------------------------ | --- | --- | --- | --- | --- | --- | --- | --- |
| 01.        | De Sprénger Echternach                     |     | 16  | 21  | 19  | 24  | 19  | 23  | 20  |
| 02.        | Gambit Bonnevoie                           | 16  |     | 22  | 15  | 19  | 17  | 22  | 22  |
| 03.        | Cercle d'échecs Dudelange                  | 11  | 9   |     | 17  | 16  | 17  | 20  | 18  |
| 04.        | Le Cavalier Differdange                    | 13  | 17  | 15  |     | 19  | 20  | 19  | 20  |
| 05.        | The Smashing Pawns Bieles                  | 0   | 12  | 15  | 12  |     | 16  | 18  | 22  |
| 06.        | Philidor Dommeldange - Beggen              | 13  | 15  | 15  | 12  | 16  |     | 16  | 16  |
| 07.        | Schachclub Nordstad                        | 8   | 10  | 12  | 12  | 14  | 16  |     | 20  |
| 08.        | Schachklub Turm a Sprénger Matt Schëffleng | 12  | 10  | 14  | 12  | 10  | 16  | 12  |     |

## Endrunde

### Poule Haute
Echternach und Bonnevoie lieferten sich einen Zweikampf um den Titel, den Echternach durch einen Sieg gegen den direkten Konkurrenten in der letzten Runde für sich entschied.

#### Endtabelle
| Pl. | Verein                    | Sp | G | U | V | MP   | Brett-P. |
| --- | ------------------------- | -- | - | - | - | ---- | -------- |
| 01. | De Sprénger Echternach    | 10 | 9 | 1 | 0 | 19:1 | 202      |
| 02. | Gambit Bonnevoie (M)      | 10 | 7 | 1 | 2 | 15:5 | 182      |
| 03. | Cercle d'échecs Dudelange | 10 | 5 | 1 | 4 | 11:9 | 143      |
| 04. | Le Cavalier Differdange   | 10 | 5 | 1 | 4 | 11:9 | 168      |

#### Entscheidungen
|     | Luxemburgischer Meister: De Sprénger Echternach |
| (M) | Meister der letzten Saison                      |

#### Kreuztabelle
| Ergebnisse | Ergebnisse                | 01. | 02. | 03. | 04. |
| ---------- | ------------------------- | --- | --- | --- | --- |
| 01.        | De Sprénger Echternach    |     | 18  | 24  | 18  |
| 02.        | Gambit Bonnevoie          | 14  |     | 18  | 17  |
| 03.        | Cercle d'échecs Dudelange | 7   | 12  |     | 16  |
| 04.        | Le Cavalier Differdange   | 14  | 15  | 16  |     |

### Poule Basse
Erst in der letzten Runde fiel die Entscheidung über den Abstieg.

#### Endtabelle
| Pl. | Verein                                     | Sp | G | U | V | MP   | Brett-P. |
| --- | ------------------------------------------ | -- | - | - | - | ---- | -------- |
| 05. | The Smashing Pawns Bieles                  | 10 | 3 | 2 | 5 | 8:12 | 147      |
| 06. | Schachklub Turm a Sprénger Matt Schëffleng | 10 | 3 | 1 | 6 | 7:13 | 141      |
| 07. | Schachclub Nordstad (N)                    | 10 | 1 | 4 | 5 | 6:14 | 138      |
| 08. | Philidor Dommeldange - Beggen (N)          | 10 | 1 | 1 | 8 | 3:17 | 142      |

#### Entscheidungen
|     | Absteiger in die Promotion d'honneur: Schachclub Nordstad, Philidor Dommeldange - Beggen |
| (N) | Aufsteiger der letzten Saison                                                            |

#### Kreuztabelle
| Ergebnisse | Ergebnisse                                 | 05. | 06. | 07. | 08. |
| ---------- | ------------------------------------------ | --- | --- | --- | --- |
| 05.        | The Smashing Pawns Bieles                  |     | 14  | 16  | 22  |
| 06.        | Schachklub Turm a Sprénger Matt Schëffleng | 18  |     | 20  | 17  |
| 07.        | Schachclub Nordstad                        | 16  | 12  |     | 18  |
| 08.        | Philidor Dommeldange - Beggen              | 10  | 15  | 14  |     |

## Die Meistermannschaft
| 1.            | De Sprénger Echternach |
| Schachfiguren | Andrij Sumez, Alberto David, Robert Hübner, Alexander Berelowitsch, Michael Wiedenkeller, Christopher Noe, Gennadij Ginsburg, Slim Belkhodja, Hans-Hubert Sonntag, Robert Philipowski, Danijel Gibicar, Claude Wagener, Gleb Voropaev, Serge Brittner, Gerd Gnichtel, Michael Trauth, Axel Doison, Paul Oberweis, Ivan Lopez Popov. |